# Hulukvarn, Ulvstorp och Västersjön
Hulukvarn, Ulvstorp och Västersjön – miejscowość (tätort) w Szwecji, w regionie administracyjnym (län) Jönköping, w gminie Jönköping.
Według danych Szwedzkiego Urzędu Statystycznego liczba ludności wyniosła: 319 (31 grudnia 2018) i 335 (31 grudnia 2019).